# Tmarus longus
Tmarus longus là một loài nhện trong họ Thomisidae.
Loài này thuộc chi Tmarus. Tmarus longus được Arthur Merton Chickering miêu tả năm 1965.